# Tachardina albida
Tachardina albida är en insektsart som beskrevs av Cockerell 1901. Tachardina albida ingår i släktet Tachardina och familjen Kerriidae. Inga underarter finns listade i Catalogue of Life.